# Franz Matsch

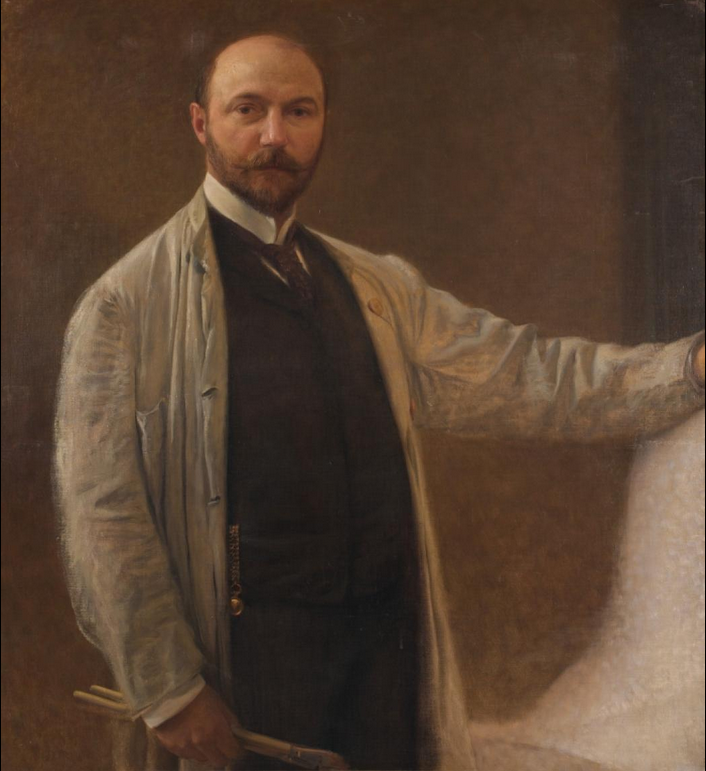
Selbstporträt (1904), Österreichische Galerie Belvedere, Wien

Franz Josef Karl (Edler von) Matsch (* 16. September 1861 in Wien, Kaisertum Österreich; † 5. Oktober 1942 ebenda) war ein österreichischer Maler und Bildhauer des Jugendstils.

## Leben
Matsch wurde in Wien in der Alservorstadt (heute 8., Laudongasse 27) geboren, die in seinem Geburtsjahr aus dem 1850 gebildeten Bezirk Alsergrund ausgeschieden und zum Bezirk Josefstadt geschlagen wurde. Er war Sohn des Pfänderträgers Karl Matsch. Er besuchte von 1875 bis 1883 die Kunstgewerbeschule und lernte unter anderen bei Michael Rieser, Karl Hrachowina und Ludwig Minnigerode.
Mit seinem Schulkollegen Gustav Klimt und dessen Bruder Ernst Klimt bildete er etwa ab 1879 eine Arbeitsgemeinschaft unter dem Namen „Künstler-Compagnie“. Sie wohnten, vermutlich bis zu Matschs Eheschließung, gemeinsam im 8. Bezirk im Gartenpavillon des Hauses Josefstädter Straße 21 (gegenüber dem Theater in der Josefstadt) und hatten ihr Atelier im 6. Bezirk, Sandwirtgasse 8. (1892 starb Ernst Klimt.)

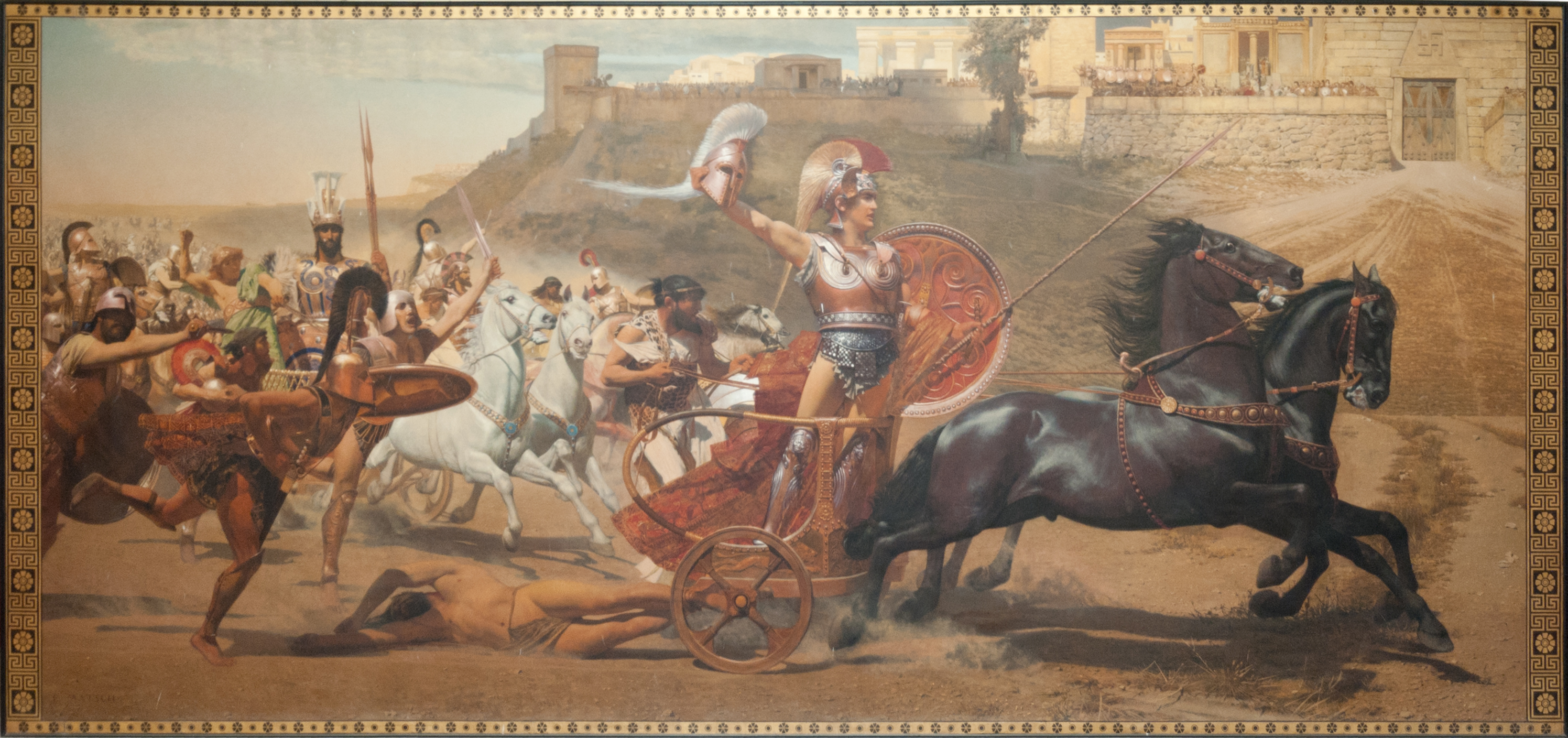
Deckengemälde Der Triumph des Achilles im Achilleion (1892)

Gemeinsam führten Matsch und die Klimt-Brüder zahlreiche Wand- und Deckenbilder, unter anderem für Bauten der Wiener Ringstraße, aus. Sie arbeiteten aber auch an Gebäuden in Reichenberg, Fiume und für das Achilleion der Kaiserin Elisabeth in Korfu. 1891 wurde Matsch wie Gustav Klimt Mitglied der Genossenschaft bildender Künstler Wiens (Künstlerhaus); Klimt trat aber 1897 aus dem Künstlerhaus aus und beteiligte sich prominent an der Gründung der Wiener Secession.
1895 heiratete Franz Matsch Theresia Anna Kattus, die Tochter eines Sektfabrikanten; der finanzielle Rückhalt ihrer Familie und Matschs Erfolg als Porträtist der Oberschicht führten zu Wohlstand und diversen Ehrungen. Noch 1896 waren Franz Matsch und Gebrüder Klimt mit den bisherigen Adressen in Lehmanns Allgemeinem Wohnungs-Anzeiger verzeichnet; 1897 schien Matsch mit einem Atelier im 19. Bezirk, Silbergasse 60, auf, 1900 in der Villengegend 19., Hungerberggasse 16, 1906 an der daran anschließenden Haubenbiglgasse 3, wo er bis zu seinem Tod lebte.

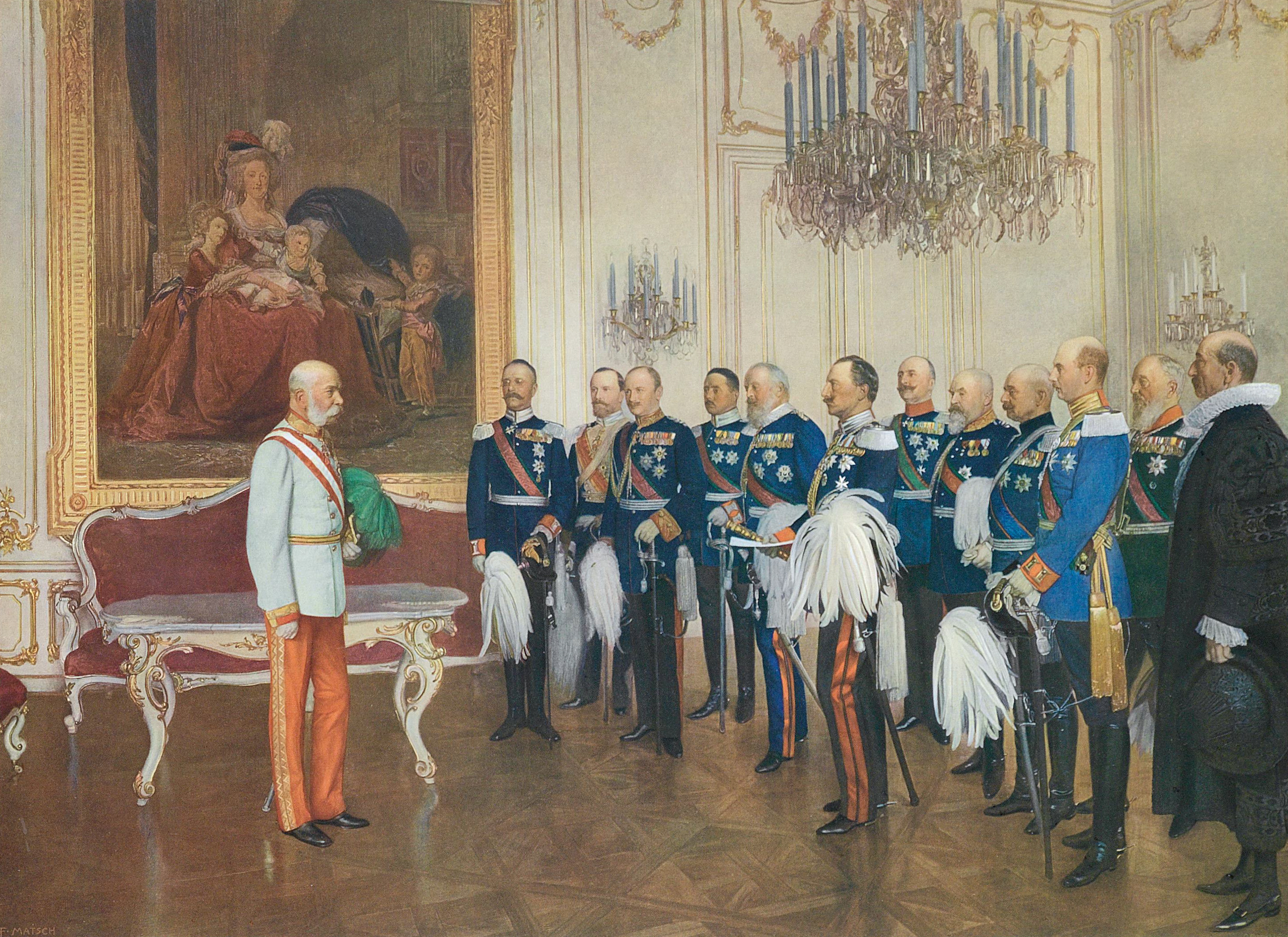
Die deutschen Bundesfürsten huldigen Kaiser Franz Joseph (1908)

Matsch war auf dem Höhepunkt seines Schaffens ein vielgefragter Künstler. Er malte des Weiteren nicht nur Gemälde bis hin zu Deckenbildern, sondern beschäftigte sich auch mit Bildhauerei und mit Architekturentwürfen. Ansehnliche Arbeiten für das Kaiserhaus sowie viele Werke für Persönlichkeiten des gesellschaftlichen Lebens führten zu Ruhm und Ehre. Er avancierte zum Hofmaler. Zehn Jahre nachdem Matsch die Schule absolviert hatte, wurde er 1893 Professor an der Kunstgewerbeschule und blieb dies bis 1902.
Über von Klimt und Matsch von 1900 an erstellte Entwürfe zu den so genannten Fakultätsbildern für die Universität Wien, die im Auftrag des k.k. Unterrichtsministeriums entstanden, kam es zum Bruch zwischen den beiden Künstlern. Klimts drei Entwürfe, die er nacheinander in der Wiener Secession ausstellte, nach dem Skandal um das erste Bild, Philosophie, malerisch noch weniger kompromissbereit als zuvor, wurden von Universitätsprofessoren und Medien unter Pornografievorwürfen heftig abgelehnt; Matschs Gemälde Theologie wurde akzeptiert und befindet sich bis heute in der Universität Wien. Klimt trat vom Auftrag des Ministeriums zurück, retournierte mit Hilfe privater Gönner das erhaltene Honorar und nahm seine drei Bilder zu sich. Matsch war von ruhigerem Naturell als der stets vorwärts drängende, kompromisslose und daher auch umstrittene Gustav Klimt. Während Klimt für Aufsehen, ja Skandale sorgte, blieb Matsch immer im Rahmen der bürgerlichen Konventionen.

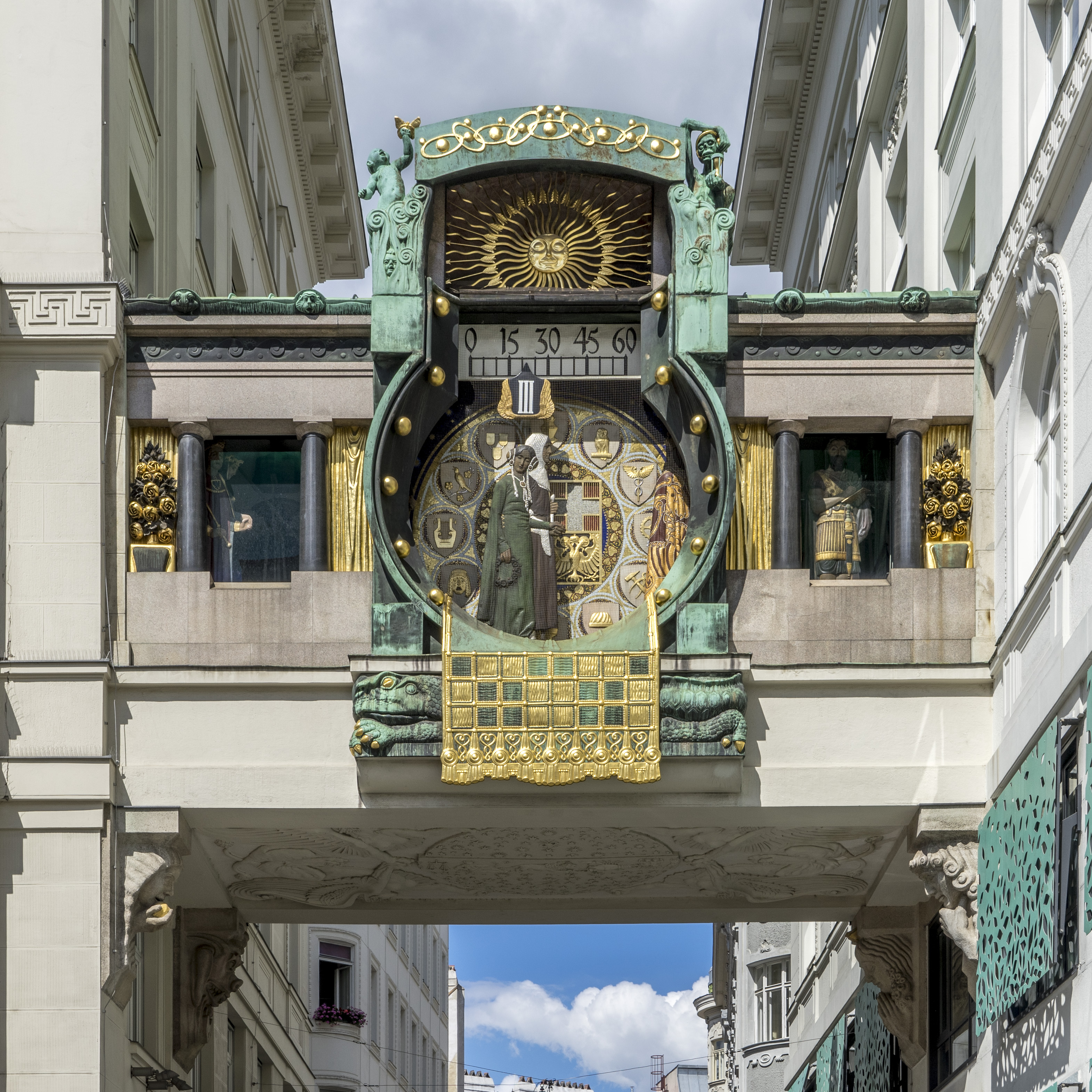
Anker-Uhr am Hohen Markt, Ecke Bauernmarkt, in Wien

1911–1914 gestaltete Matsch sein heute bekanntestes Werk, die so genannte Anker-Uhr (benannt nach einer Versicherungsgesellschaft) auf dem Hohen Markt in der Wiener Altstadt (1. Bezirk), die als Gesamtkunstwerk bezeichnet werden kann. Bei der als Brücke zwischen zwei Häusern über den Bauernmarkt (an dessen Einmündung in den Hohen Markt) hinweg ausgeführten Uhr im damals schon zu Ende gehenden Jugendstil repräsentieren zwölf historische Gestalten aus der österreichischen Geschichte je eine Stunde und paradieren zu Mittag mit Musikbegleitung gemeinsam über das Zifferblatt.
1912 wurde Franz Matsch der Adel (Edler von) verliehen; das Adelsaufhebungsgesetz vom 3. April 1919 beendete diese Ehrung. Nach dem Ersten Weltkrieg konnte Matsch an seine Vorkriegserfolge nicht mehr anschließen; andere Künstler standen im Vordergrund. Im Jahr 1942 erhielt er die Goethe-Medaille für Kunst und Wissenschaft.
Franz Matsch wurde auf dem Döblinger Friedhof in Wien beerdigt. 1943 wurde die Matschgasse im 16. Bezirk ihm zu Ehren benannt. Die Anker-Uhr zählt heute zu den Touristenattraktionen Wiens, vor allem jeweils um 12 Uhr mittags.

## Künstlerische Einordnung
Franz Matsch war ein Maler und Bildhauer, der nach historistischen Anfängen schließlich zum Jugendstil fand, aber stark vom Historismus geprägt blieb. Sein künstlerisches Schaffen war vielseitig. Er gestaltete neben der Malerei Brunnen und Grabdenkmäler und entwarf Frisuren, Draperien und Kostüme für die berühmte Schauspielerin Charlotte Wolter. Als Maler war er neben der Monumentalmalerei Schöpfer von Ölbildern, die thematisch hauptsächlich Landschaften, Stillleben und Porträts umfassten.

## Familie
Franz Matsch hatte einen gleichnamigen Sohn (1899–1973), welcher als Diplomat einer der ersten Repräsentanten der Republik Österreich im Völkerbund und später der erste bei den Vereinten Nationen wurde, sowie 1959 der erste Vorsitzende des Ausschuss für die friedliche Nutzung des Weltraums.

## Werke (Auswahl)

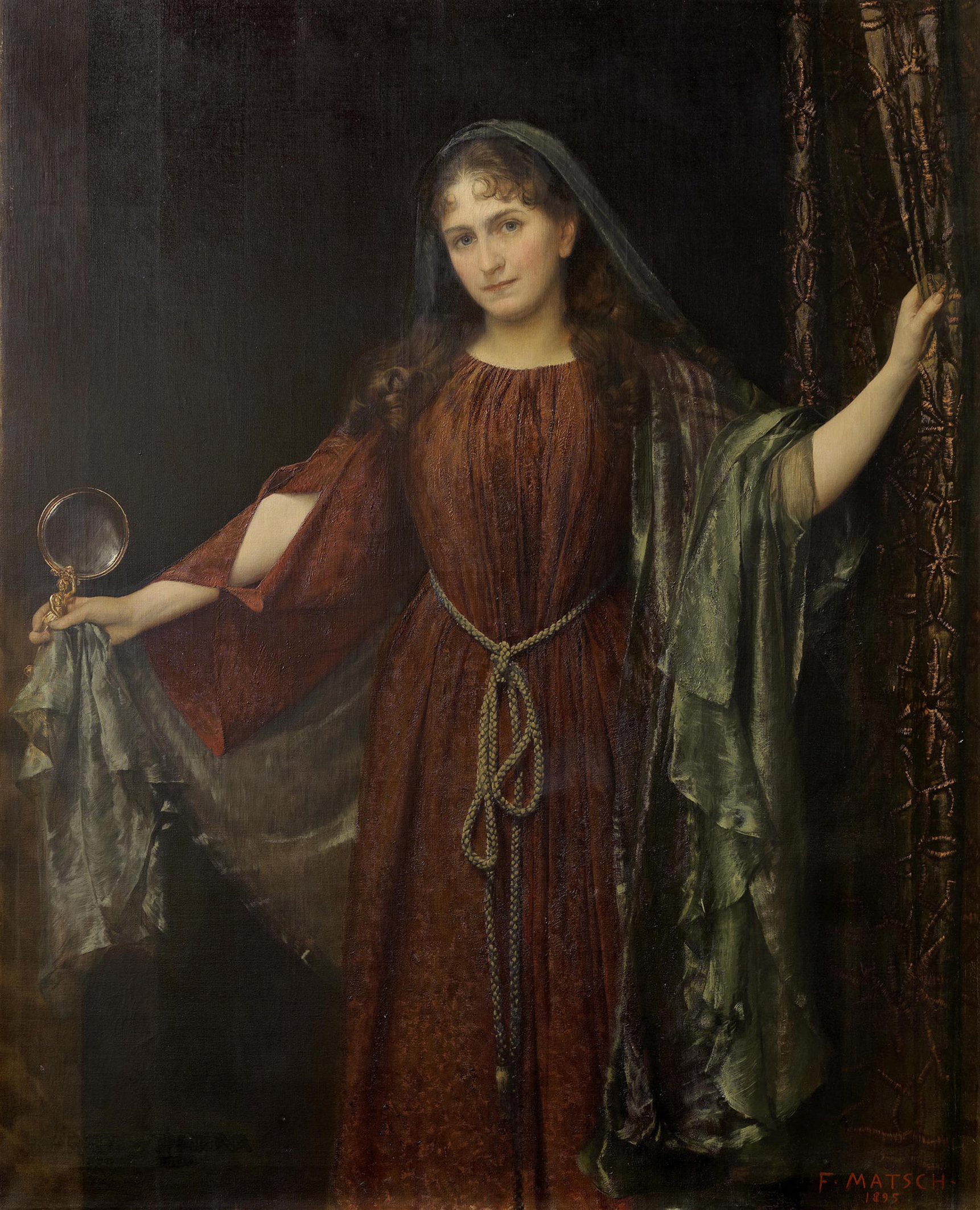
Katharina Schratt als „Frau Wahrheit“, 1895

- Zwei Deckengemälde im Zuschauerraum (Die Jagd, die Schachpartie), Stadttheater Karlsbad, 1885–1886
- Deckengemälde über den Feststiegen des Burgtheaters, 1886–1888, gemeinsam mit Gustav Klimt
- Antiker Improvisator (Wien Museum), 1886/87, Öl auf Leinwand
- Mittelalterliche Mysterienbühne (Wien Museum), 1886/87, Öl auf Leinwand
- Das Innere des alten Burgtheaters (Wien Museum), 1887/88, Gouache (Gustav Klimt aquarellierte den Zuschauerraum des dann abgerissenen Theaters und erhielt dafür den Kaiserpreis)
- Zwickel- und Interkolumnienbilder im Stiegenhaus des Kunsthistorischen Museums Wien, 1891 / 1892, gemeinsam mit den Brüdern Gustav und Ernst Klimt
- Der Triumph des Achilles, Fresko im Achilleion auf Korfu, 1892[5]
- Katharina Schratt als „Frau Wahrheit“, 1895, Öl auf Leinwand
- Grabdenkmal der Familie Matsch (Wien, Döblinger Friedhof), 1897/98
- Theologie, Fakultätsbild für die Wiener Universität, 1900
- Grabdenkmal der Familie Kattus (Wien, Döblinger Friedhof), um 1900
- Hilda und Franzi Matsch (Wien, Österreichische Galerie Belvedere), 1901, Öl auf Leinwand, 120 × 105 cm.
- Resi und Hansi, die Kinder des Künstlers (Wien Museum, Inv. Nr. 146.203), 1902, Öl auf Leinwand.
- Prinz Ludwig von Ungarn, Öl auf Leinwand, 1907, Privatbesitz Wien.[6]
- Franziskus, ca. 1907
- Fürstenhuldigung (deutsche Bundesfürsten beglückwünschen Kaiser Franz Joseph. I. in Schönbrunn anlässlich seines 60. Thronjubiläums), Öl auf Leinwand, 1908, Wien Museum.
- Ankeruhr, Spieluhr im Haus der Helvetica Versicherung am Hohen Markt in Wien, 1915
- Kaiser Franz Joseph I. auf dem Totenbett, 1916